# Koroški most, Maribor
Koroški most je most čez reko Dravo v Mariboru v trasi glavne ceste G1-1, odseka 0726/0326.
Zgrajen je bil leta 1996 in povezuje mestno četrt Studenci in mestno četrt Koroška vrata. Zamišljen je bil kot del zahodne obvoznice Maribora.
Most meri 247 metrov in premošča reko Dravo z glavnim razponom dolžine 110 metrov. Tvorita ga dve ločeni prednapeti škatlasti okvirni konstrukciji. V času izgradnje je sodil med projektantsko-tehnično in tehnološko-izvedbeno najzahtevnejše premostitvene objekte, izvedene v Sloveniji. Kot mestni premostitveni objekt s svojo vitko konstrukcijsko-arhitektonsko zasnovo mirno posega v prostor in ohranja povezavo med starim mestnim jedrom in gorvodnim primestjem. Gorvodni objekt je bil dokončan leta 1995, kompletni most pa leta 1996. Na severovzhodni strani mostu je razgledni stolp.
Most je projektiral mariborski inženirski biro Ponting, odgovorni projektant je bil Marjan Pipenbaher. Investitorja gradnje sta bila Republika Slovenija in Mestna občina Maribor, izvajalec pa Gradis - Podjetje za inženiring Ljubljana, p. o., ki ga je pričel graditi januarja 1994. Na slovesnosti 19. oktobra 1996 je most prometu predal takratni mariborski župan Alojz Križman.
Mestna občina je na lokaciji današnjega Koroškega mostu že pred drugo svetovno vojno načrtovala gradnjo novega mostu.